# Георг Лудвиг Вернер фон дер Шуленбург
Георг Лудвиг Вернер фон дер Шуленбург (на немски: Georg Ludwig Werner Graf von der Schulenburg; * 9 юни 1836, Лайпциг; † 8 април 1893, Нерви при Генуа) е граф от род фон дер Шуленбург (от клон Бургшайдунген, II. линия на род Бялата линия) в Саксония-Анхалт, пруски голям земевладелец, господар на Бург- и Кирхшайдунген и член на „Пруския Херенхауз“.

## Биография
Той е вторият син на саксонския камерхер граф Левин Фридрих V фон дер Шуленбург (1801 – 1842) и съпругата му графиня Луиза Шарлота Емилия фон Валвитц (1805 – 1876), дъщеря на граф Фридрих Лебрехт Себастиан фон Валвитц (1773 – 1836) и графиня Вилхелмина Луиза фон дер Шуленбург (1772 – 1846), дъщеря на граф Левин Фридрих IV фон дер Шуленбург (1738 – 1801) и графиня Мария Анна Вилхелмина фон Бозе (1747 – 1815). Брат е на Левин Фридрих VI фон дер Шуленбург (1833 – 1865). Сестра му Анна Луиза фон дер Шуленбург (1828 – 1898) е омъжена на 31 май 1871 г. в Бург-Шайдунген за фрайхер Ото фон Тетау (1836 – 1916).
Георг Лудвиг Вернер следва в Хайделбергския университет, служи в пруската армия, която напуска като обер-лейтенант.

## Фамилия
Георг Лудвиг Вернер фон дер Шуленбург се жени на 9 март 1876 г. във Филене, Полша, за Хенриета фон дер Шуленбург (* 9 март 1876, Филене; † 20 ноември 1937, Берлин), внучка на граф Йозеф Фердинанд Адолф Ахац фон дер Шуленбург (1776 – 1831), дъщеря на граф Адалберт Фридрих Александер Карл Вилхелм Август фон дер Шуленбург (1817 – 1874) и фрайин Луиза фон Зобек (1836 – 1913). Те имат пет деца:
- Луиза фон дер Шуленбург (* 30 март 1879, Берлин; † 26 март 1966, Райнбах), омъжена на 24 септември 1898 г. в Бургшайдунген за Леополд Емерих фон Клайст (* 29 март 1872; † 14 януари 1946), пруски министър
- Фридрих фон дер Шуленбург (* 28 ноември 1881, Бургшайдунген; † 24 май 1890, Бургшайдунген)
- Ернестина Катерина Хенриета фон дер Шуленбург (* 14 януари 1883, Бургшайдунген; † 10 юни 1944, Цютцен), омъжена на 6 октомври 1904 г. в Бургшайдунген за Ханс Оскар фон Клайст (* 12 януари 1865; † 23 май 1916), брат на Леополд Емерих фон Клайст, съпругът на сестра ѝ Луиза
- Адалберт Карл Вернер фон дер Шуленбург (* 24 юли 1885, Бургшайдунген; † 4 април 1951, Лаутербах-Блитценрод, Хесен), женен на 6 юли 1912 г. във Волфсбург (развод 1927 г.) за Елизабет Маргарета фон дер Шуленбург (* 8 юли 1892, Ипенбург), дъщеря на граф Вернер-Карл-Херман фон дер Шуленбург-Волфсбург (1857 – 1924) и фрайин Фрида фон дем Бусше Ипенбург наричана фон Кесел; има пет дъщери
- Вернер Хайнрих фон дер Шуленбург (* 4 септември 1890, Бургшайдунген; † 12 декември 1944, Филене), женен на 11 юни 1925 г. в Берлин за графиня Силвия Антоанета Валпургис Валерия Констанца Ерхарда фон Ведел, баронеса Ведел-Ярлсберг (* 25 август 1902; † 27 януари 1987); имат един син

Вдовицата му Хенриета фон дер Шуленбург се омъжва втори път на 3 юни 1901 г. във Филене за граф Хайнрих фон дер Шуленбург († 1904), син на Вернер Фридрих фон дер Шуленбург (* 1803) и Августа Ернестина фон Шлайнитц.